# Roślina ruderalna

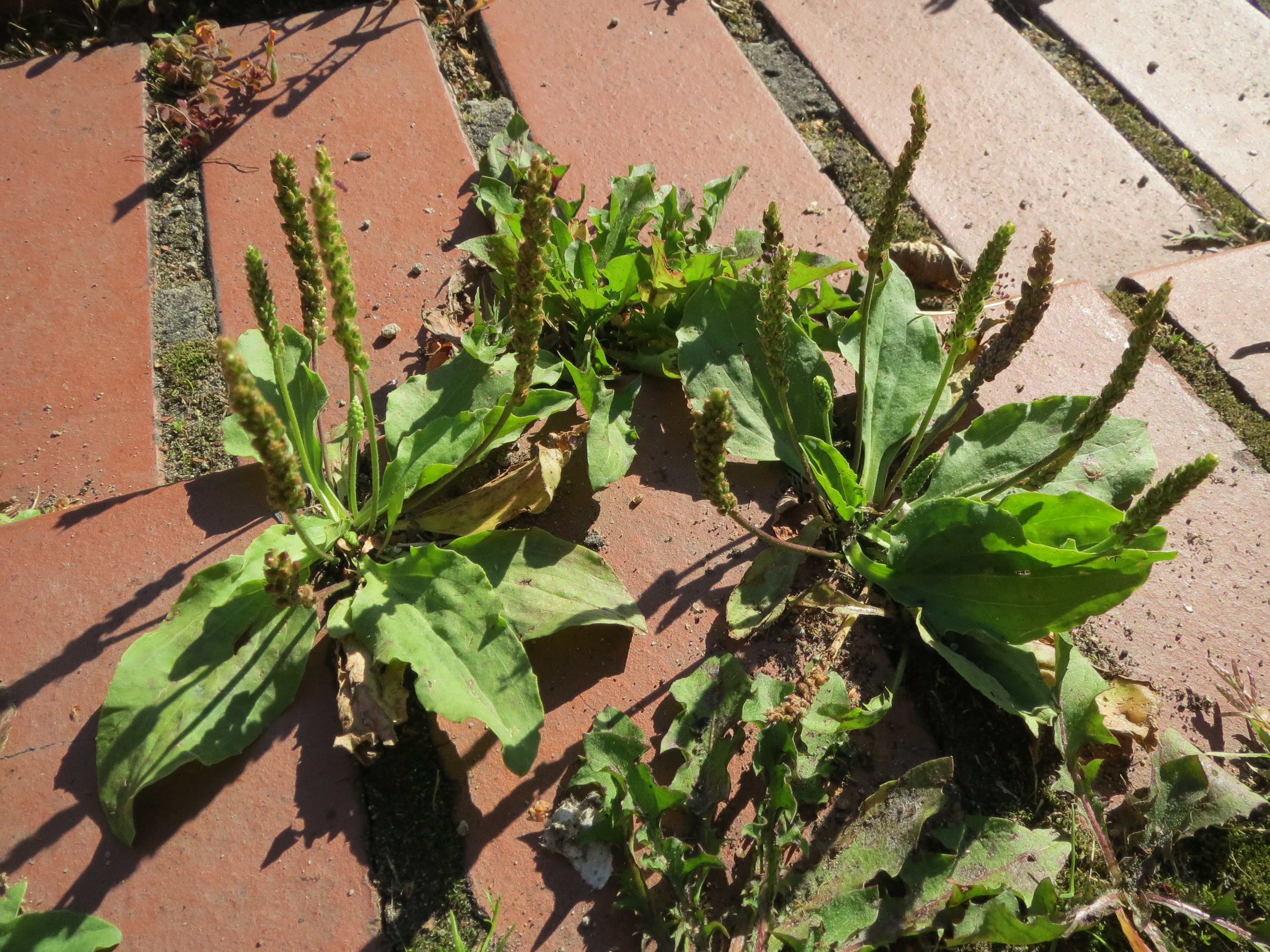
Babka zwyczajna

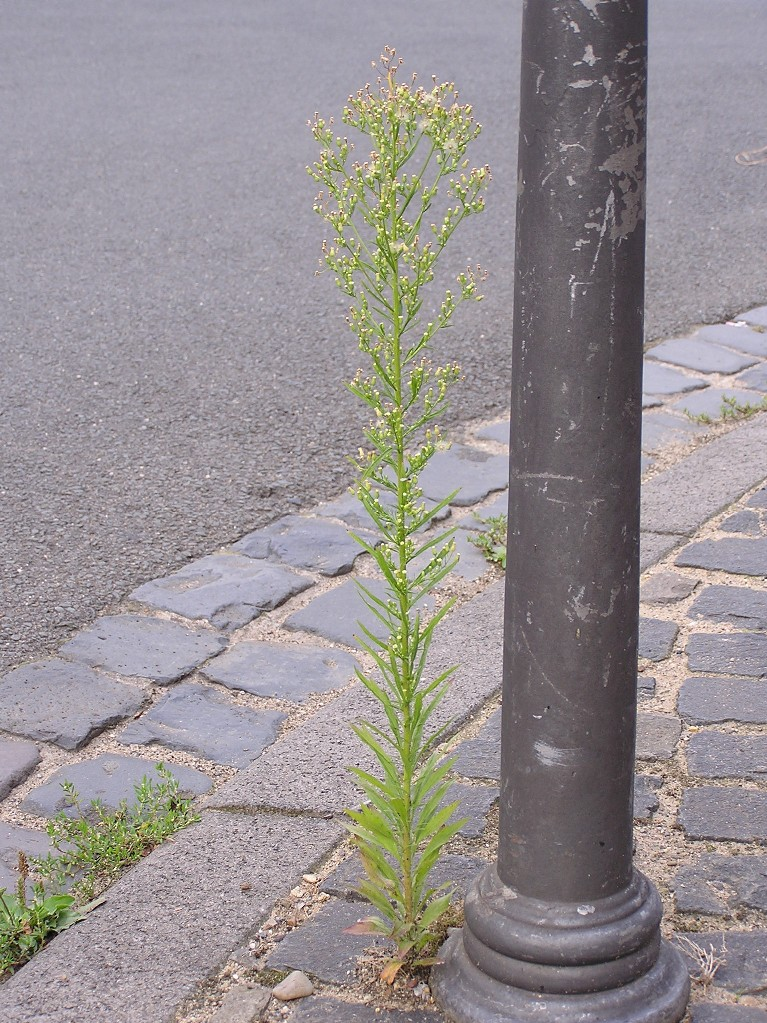
Konyza kanadyjska

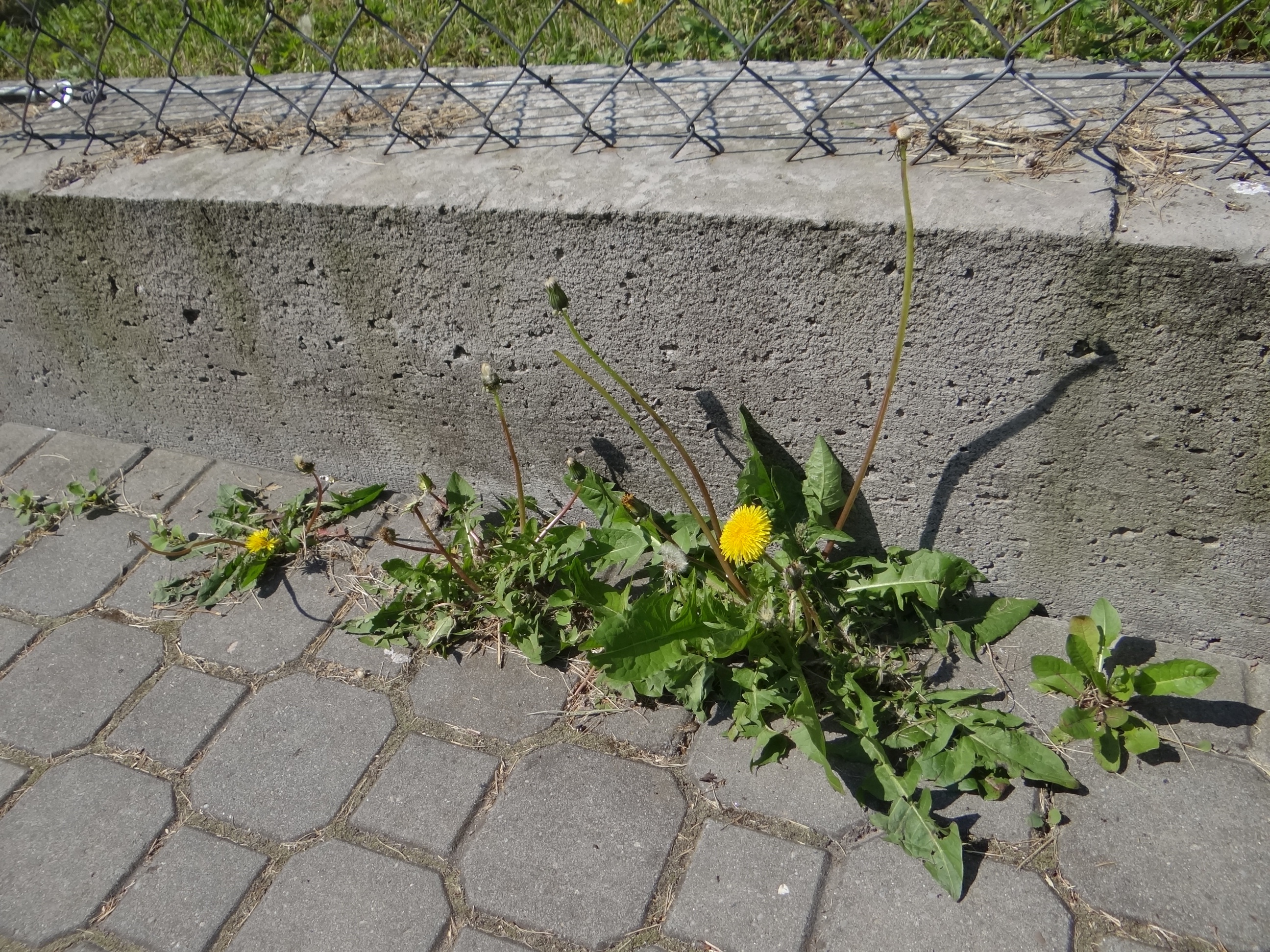
Mniszek pospolity

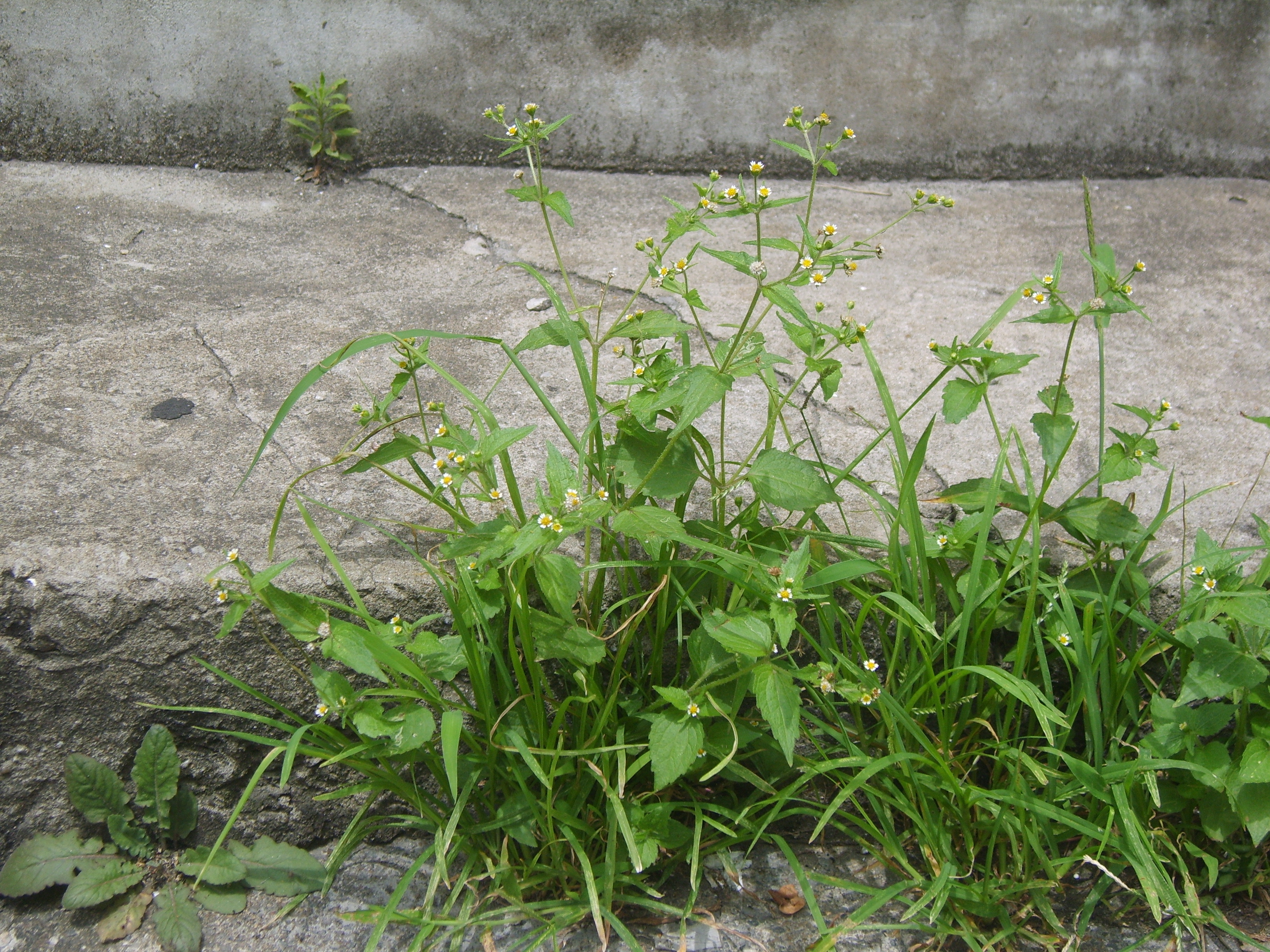
Żółtlica owłosiona

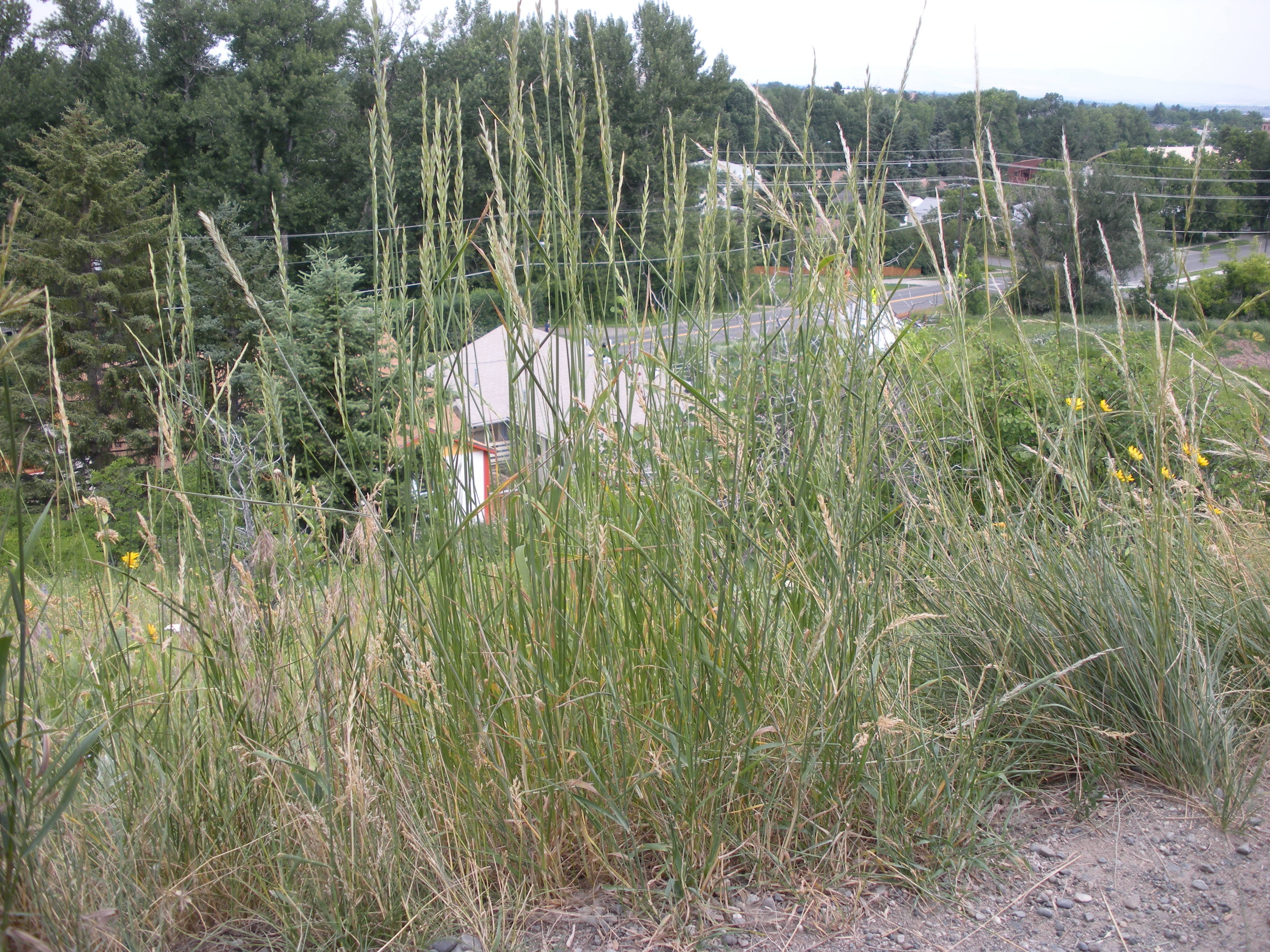
Perz właściwy

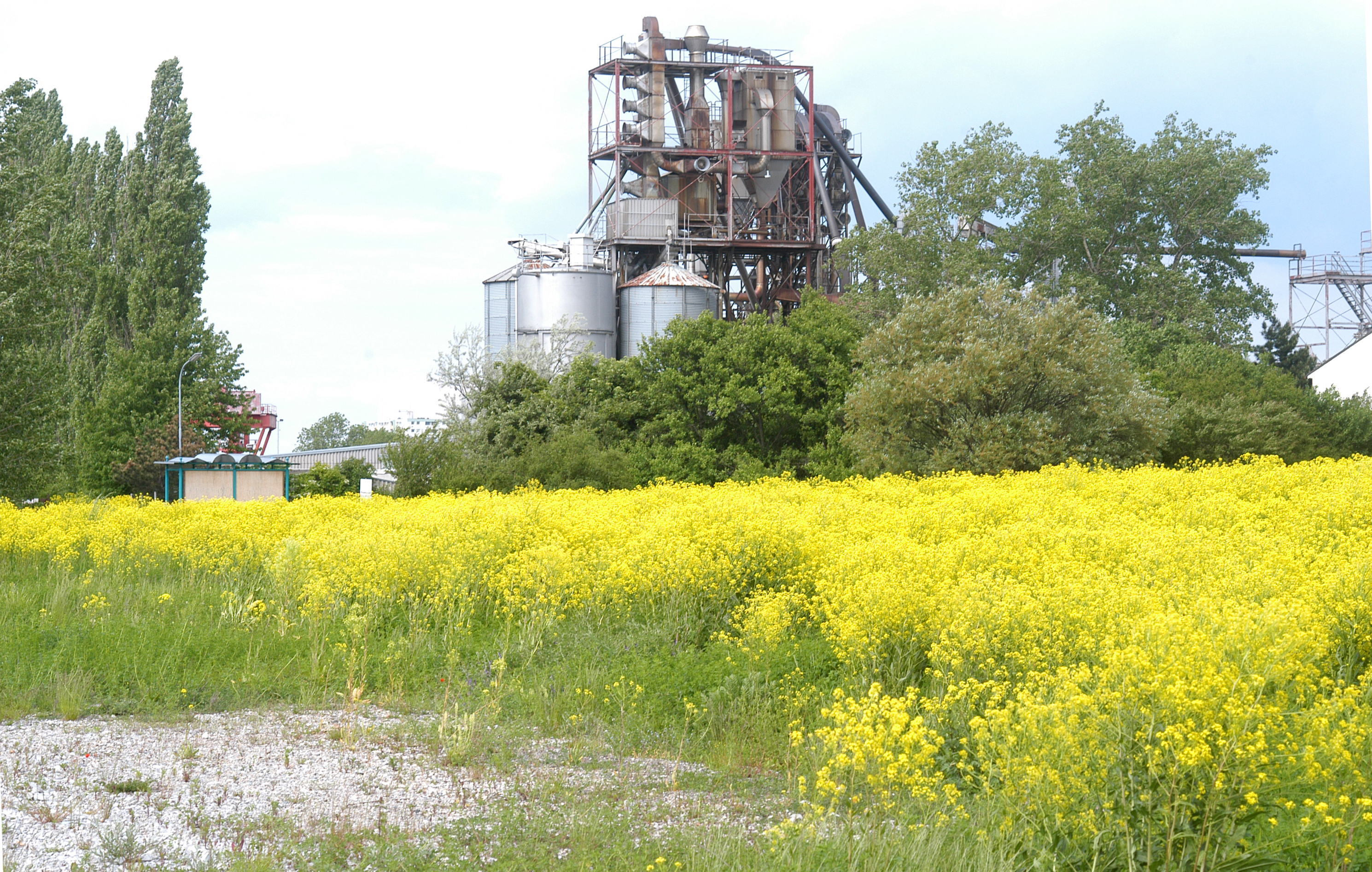
Rukiewnik wschodni

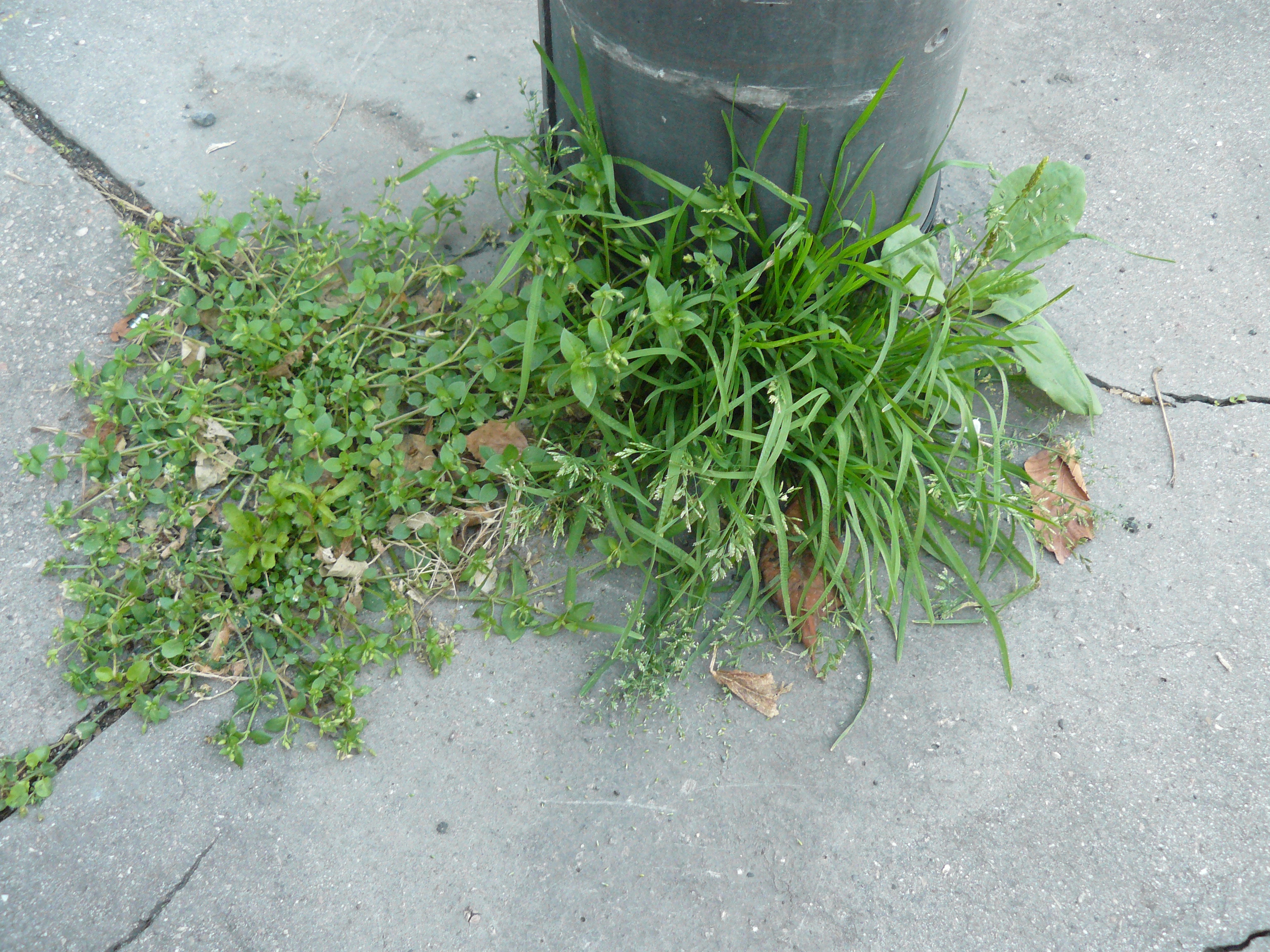
Gwiazdnica pospolita i wiechlina roczna

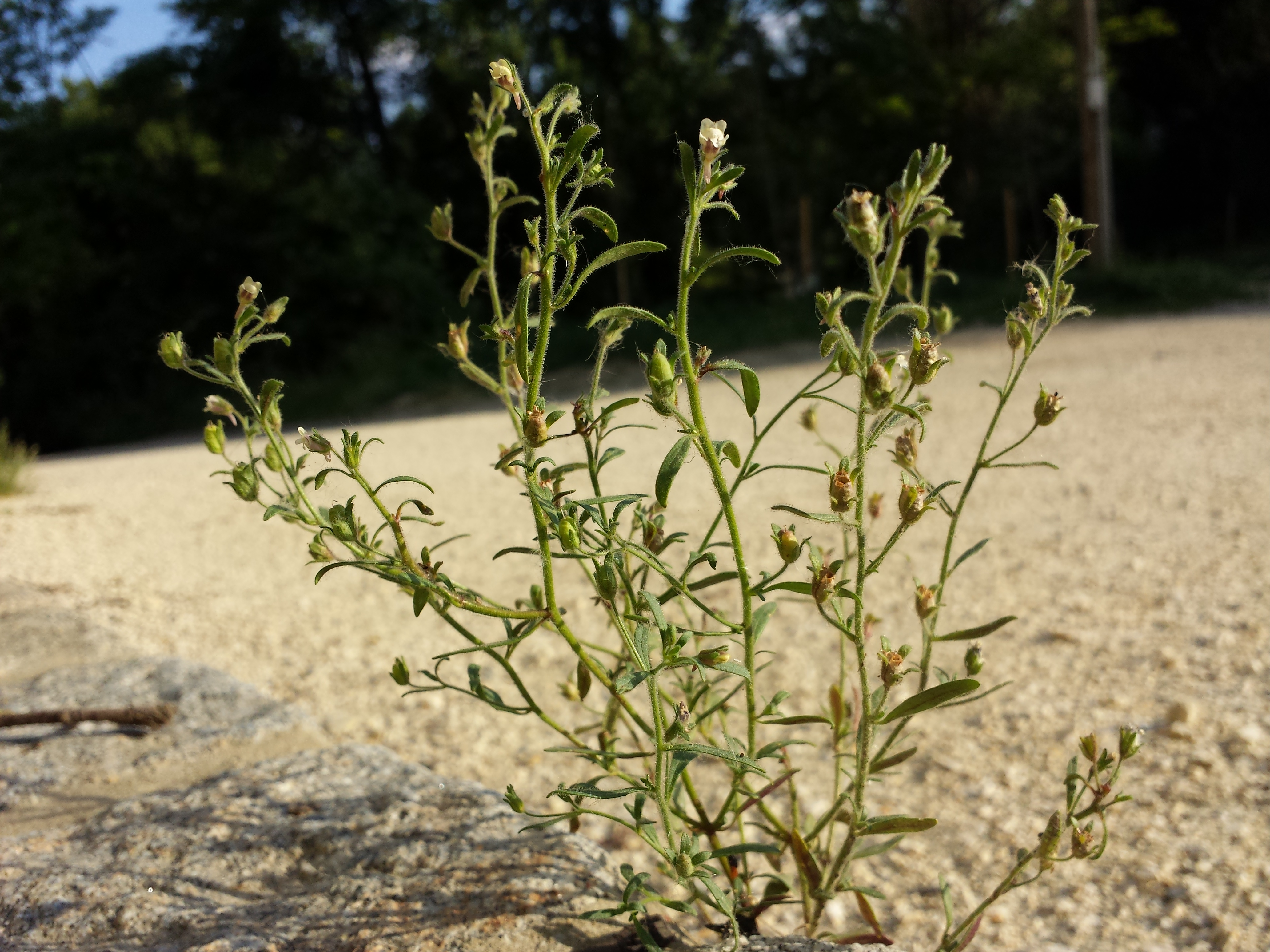
Lniczka mała

Roślina ruderalna – roślina zasiedlająca podłoża zmienione przez człowieka, szczególnie środowiska miejskie np. budynki i ich sąsiedztwa, drogi i przydroża, tereny kolejowe, parkingi i place, porty, wysypiska odpadów, hałdy i tereny przemysłowe. Często są to rośliny lubiące gleby bogate w sole mineralne i związki azotowe. Zwykle rośliny ruderalne dominują na przekształconym terenie przez kilka lat, stopniowo tracąc swoją pozycję na korzyść roślin typowych dla danego ekosystemu, chyba że wierzchnia warstwa gleby została całkowicie zniszczona lub wymieniona. Przeprowadzono wiele badań naukowych  roślinności ruderalnej. Pozwoliły one na ustalenie specyficznego jej składu gatunkowego w różnego typu siedliskach ruderalnych.

## Podział ze względu na zajmowane siedliska ruderalne
1. Rośliny szczelin murów, dachów, schodów, płyt chodnikowych i asfaltu
Rośliny na tych siedliskach muszą znosić duże różnice temperatur w różnych porach dnia, narażone są na wydeptywanie, mają utrudniony dostęp do wody i gleby, zwykle żyją na terenach silnie skażonych. Te specyficzne warunki sprawiają, że w tej grupie roślin ruderalnych częściej niż w roślinności naturalnej występują rośliny jednoroczne, sukulenty, rośliny rozsiewane przez wiatr, mrówki i ptaki, rośliny pnące, a w miejscach wydeptywanych hemikryptofity o liściach odziomkowych, rośliny jednoroczne o pędach odpornych na mechaniczne uszkodzenia i trawy kępkowe.
Liczne są także siewki drzew rozsiewanych przez wiatr lub ptaki: klon jesionolistny, klon jawor, klon zwyczajny, morwa biała, topola sp., czereśnia ptasia, czeremcha amerykańska, śliwa wiśniowa. W szczelinach płyt na nieistniejącym już Stadionie Dziesięciolecia w Warszawie rosły także gatunki użytkowe, np. truskawka, pomidor zwyczajny i rośliny egzotyczne. Na Pałacu Kultury i Nauki w Warszawie zarejestrowano 111 taksonów roślin, w tym 85% anemochorycznych.
2. Rośliny hałd górniczych i poprzemysłowych
Hałdy zasiedlane są dość szybko. Jako pierwsze pojawiają się rośliny wiatrosiewne i długo utrzymują prymat; licznie występują nawet na starszych hałdach. Rolę gatunków pionierskich pełnią rośliny światłolubne i kseromorficzne, a wśród nich w początkowych etapach zarastania hałd szczególnie licznie występują rośliny jednoroczne o krótkim cyklu rozwojowym. Później pojawiają się rośliny wieloletnie, głównie hemikryptofity. Dominują gatunki rodzime (ok. 85–90% ogólnej liczby gatunków zasiedlających hałdy). Na hałdach pojawiają się także gatunki charakterystyczne dla żwirowisk i podgórskich kamieńców rzecznych, które tutaj znajdują zastępcze siedliska o podobnych warunkach. Z czasem pojawiają się również drzewa. Na hałdach dominują gatunki pospolite, ale zaskakująca jest obecność niektórych gatunków storczyków. Tłumaczy się to bardzo małym ciężarem ich nasion, które wiatr może transportować na duże odległości. Możliwe jest zarośnięcie nawet silnie toksycznych hałd galenowych (zawierających dużo cynku i ołowiu) – istnieją gatunki roślin zdolnych do rozwoju w takich warunkach (są to gatunki obce, zwykle sztucznie wprowadzane).  
3. Rośliny wydepczysk, przydroży, poboczy ulic i autostrad
W szczelinach chodników, kostki brukowej, schodów często pojawiają się mchy (Bryum argenteum, Bryum caespitosum, Funaria hygrometrica) i bardzo niskie rośliny naczyniowe (np. karmniki). W najbliższej strefie jezdni dróg zwykle po jakimś czasie w wyniku systematycznego zasalania znika typowa roślinność trawnikowa i strefa ta wiosną przeobraża się w bezzieleniowy pas o szerokości 50–70 cm. Roślinność pojawia się tutaj dopiero później, gdy zmniejszy się zasolenie, wskutek wypłukania soli przez deszcze.  W tych ciężkich warunkach, na nadal silnie zasolonym podłożu pojawiają się gatunki odporne na zasolenie. W Europie Zachodniej ostatnio w takich miejscach rozprzestrzenia się warzucha duńska, do tej pory występująca tylko w solniskach nadmorskich.
W miastach wzdłuż dróg sadzi się obecnie gatunki drzew odporne na większe zasolenie, np. oliwnik wąskolistny, tamaryszki.
4. Rośliny torowisk kolejowych i tramwajowych
Warunki dla roślin są tutaj bardzo ciężkie, niemniej istnieją gatunki porastające torowiska. Roślinność jest tutaj niepożądana, by ją zniszczyć torowiska są więc zazwyczaj opryskiwane herbicydami. Istnieją jednak gatunki roślin odpornych na herbicydy i to one zwykle zasiedlają torowiska. Najczęściej są to skrzypy, ale także niektóre inne gatunki roślin. Odsłonięte podłoże i silne nagrzewanie się szyn i tłucznia podczas letnich upałów sprzyjają roślinom jednorocznym i krótkotrwałym, które do kiełkowania potrzebują wysokiej temperatury, kiełkują później, już po wiosennych opryskiwaniach herbicydami i szybko kończą swój rozwój. Rozwijają się także niektóre gatunki roślin ciepłolubnych obcego pochodzenia. Tłuczeń, którym wysypywane są torowiska sprzyja rozwojowi roślin normalnie rosnących na kamieniskach, piargach lub żwirowiskach. 
Z drzew na torowiskach pojawiają się głównie siewki drzew ekspansywnych, takich, jak robinia akacjowa czy klon jesionolistny.
5. Rośliny wysypisk śmieci
Jako pierwsze na wysypiskach zwykle pojawiają się jednoroczne rośliny azotolubne, zwłaszcza z rodziny komosowatych. Później na wysypiska stopniowo wkraczają pospolite gatunki roślin wieloletnich charakteryzujące się dużym zakresem tolerancji ekologicznej, a także podobne gatunki obce. Charakterystyczną cechą jest kiełkowanie na wysypiskach roślin uprawianych w przydomowych ogródkach – dostają się one  tutaj wraz z resztkami żywności i odpadami z ogródków.
6. Rośliny portów, dworców, otoczenia elewatorów i młynów
Porty i dworce kolejowe od dawna były ośrodkiem rozprzestrzeniania się gatunków obcych. Dawniej ich nasiona przywożone były w ziemi balastowej statków, obecnie nadal przedostają się w przewożonych towarach. Ich rozwojowi sprzyjają tereny ruderalne w porcie: miejsca rozładowywania towarów, składowiska, magazyny. W portach jest szczególnie dużo efemerofitów (10–25%) oraz uciekinierów z upraw – do 27%. Jest to znacznie więcej, niż wynosi średnia ich ilość we florze Polski. Niektóre gatunki zawlekane są z określonymi produktami, np. buzdyganek ziemny i chaber wełnisty, które wwożone są do portów wraz z bawełną lub wełną. Jeszcze do niedawna gatunki obce rozprzestrzeniały się również w otoczeniu elewatorów zbożowych i młynów, obecnie te miejsca odgrywają już niewielką rolę.

## Niektóre gatunki ruderalnych roślin zielnych
- babka zwyczajna (Plantago major) – 1
- Bryum argenteum – 3
- Bryum caespitosum – 3
- bodziszek cuchnący (Geranium robertianum) – 4
- buzdyganek ziemny (Tribulus terrestris) – 6
- bylica austriacka (Artemisia austriaca) – 4
- bylica pospolita (Artemisia vulgaris) – 1, 2, 5
- chaber wełnisty (Centaurea solsitialis) – 6
- czarnuszka polna (Nigella arvensis)  – 6
- dziurawiec zwyczajny (Hypericum perforatum) – 4
- fiołek cynkowy (Viola calaminaria) – 2
- fiołek westfalski (Viola guestphalica) – 2
- karmnik rozesłany (Sagina procumbens) – 3
- kolendra siewna (Coriandrum sativum)  – 6
- komosa biała (Chenopodioum album) – 2, 5
- konyza kanadyjska (Conyza canadensis) – 1, 2
- krokosz barwierski (Carthamus tinctorum)  – 6
- kruszczyk szerokolistny (Epipactis helleborine) – 2
- kukułka szerokolistna (Dactylorhiza majalis) – 2
- lniczka mała (Chaenorrhinum minus) – 4
- łoboda błyszcząca (Atriplex nitens) – 5
- łoboda rozłożysta (Atriplex patula) – 5
- łoboda szara (Atriplex tatarica) – 3, 5
- łoczyga pospolita (Lapsana communis) – 1
- łubin wąskolistny (Lupinus angustifolius)  – 6
- mietelnik żakula (Kochia scoparia) – 4, 5
- mietlica pospolita (Agrostis capillaris) – 2
- miłka drobna (Eragrostis minor) – 1, 4
- mniszek pospolity (Taraxacum campylodes) – 1, 3
- mozga kanaryjska (Phalaris canariensis)  – 6
- nawłoć kanadyjska (Solidago canadensis) – 1, 2, 5
- nawłoć późna (Solidago gigantea) – 1, 2, 5
- ostropest plamisty (Silybum marianum)  – 6
- ostrożeń polny (Cirsium arvense) – 4
- palusznik krwawy (Digitaria sanguinalis) – 4
- perz właściwy (Elymus repens) – 2, 3
- pieprzycznik przydrożny (Cardaria draba) – 4
- podbiał pospolity (Tussilago farfara) – 2
- powój polny (Convolvulus arvensis) – 1, 4
- poziewnik wąskolistny (Galeopsis angustifolia) – 1, 4
- Puccinellia distans – 3
- psianka czarna (Solanum nigrum) – 1, 5
- rdest ptasi (Polygonum aviculare) – 1, 2, 3
- rdestowiec ostrokończysty (Reynoutria japonica) – 2
- rukiewnik wschodni (Bunias orientalis) – 4
- sałata kompasowa (Lactuca serriola) – 1
- skrętek wilgociomierczy (Funaria hygrometrica) – 3
- skrzyp polny (Equisetum arvense) – 4
- solanka kolczysta (Salsola kali) – 4
- sorgo alepskie (Sorghum alepense)  – 6
- stokłosa dachowa (Bromus tectorum) – 1
- stroiczka przylądkowa (Lobelia erinus)  – 6
- stulisz nadwołżański (Sisymbrium wolgense) –  4
- stulisz pannoński (Sisymbrium altissimum) –  4
- szarłat biały (Amaranthus albus) – 4
- szarłat szorstki (Amaranthus retroflexus) – 2, 4
- turzyca owłosiona (Carex hirta) – 4
- trzcinnik piaskowy (Calamagrostis epigejos) – 1, 2, 4, 5
- warzucha duńska (Cochlearia danica) – 3
- wiechlina roczna (Poa annua) – 1, 3
- wiechlina spłaszczona (Poa compressa) – 2, 4
- wierzbówka nadrzeczna (Chamaenerion palustre) – 2
- winobluszcz zaroślowy (Parthenocissus inserta) – 1
- włośnica zielona (Setaria viridis) – 4
- wrotycz pospolity (Tanacetum vulgare) – 2, 5
- września pobrzeżna (Myricaria germanica) – 2
- zaślaz pospolity (Abutilon theoprasti)  – 6
- żółtlica drobnokwiatowa (Galinsoga parviflora) – 1
- żółtlica owłosiona (Galinsoga ciliata) – 1,2
- życica trwała (Lolium perenne) – 3

Numerami zaznaczono grupę roślin ruderalnych (numeracja, jak w sekcji powyżej). Wykaz gatunków według opracowania Rośliny synantropijne.

## Zbiorowiska roślin ruderalnych

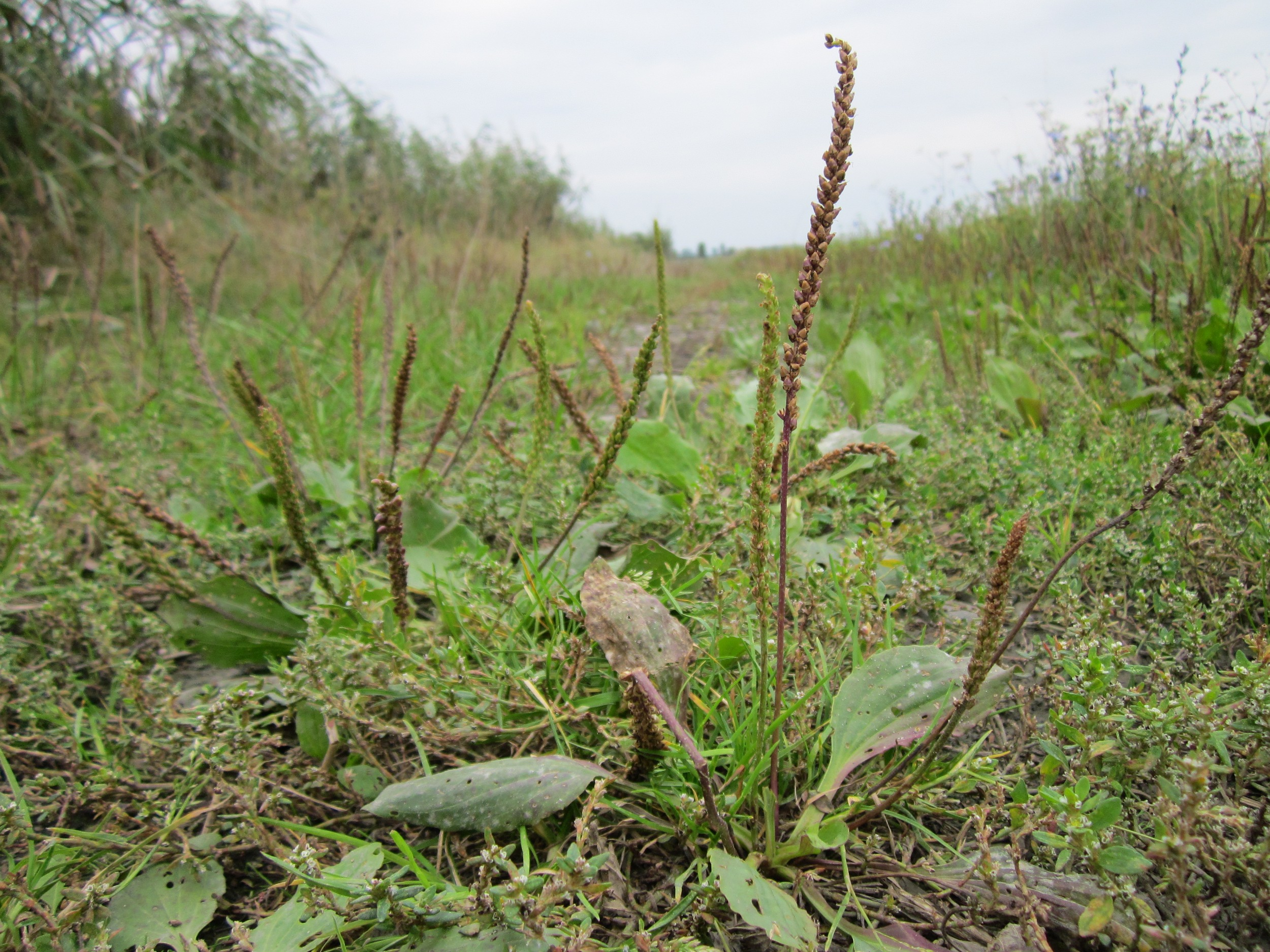
Murawa wydeptywiskowa na ścieżce z babką większą, rdestem ptasim i wiechliną roczną

Pierwszą falę zasiedlania terenów ruderalnych stanowią zbiorowiska roślin jednorocznych i dwuletnich z rzędu Sisymbrietalia.  Są to zbiorowiska pionierskie, rozwijające się na glebach niewykształconych (na odsłoniętych piaskach, żwirach, glinach, także na gruzach i w miejscach, gdzie intensywnie stosowane są herbicydy). Drugą falę zarastania po tych zbiorowiskach stanowią zespoły bylin z rzędu Onopordetalia acanthii (w miejscach ciepłych i suchych) oraz Artemisietalia vulgaris i Glechometalia hederaceae (na glebach bogatych w związki azotu, w tym także świeżych i wilgotnych). Pozostawione bez ingerencji tereny ruderalne. stare gruzowiska, tereny pokopalniane i poprzemysłowe zarastają zbiorowiskami nitrofilnych roślin jednorocznych, bylin i krzewów z rzędu Atropetalia. W miejscach wydeptywanych – na ścieżkach, drogach i poboczach – rozwijają się tzw. zbiorowiska dywanowe (spodzichy) z rzędu Plantaginetalia majoris. Tworzą je rośliny bardzo odporne na uszkodzenia mechaniczne, formujące niskie i ubogie gatunkowo murawy. Półruderalne siedliska związane z przydrożami i przytorzami, skarpami i miedzami porastają zbiorowiskami z rzędu Agropyretalia intermedio-repentis.